# Grande Buda de Leshan
O Grande Buda de Leshan é uma estátua de Buda situada num desfiladeiro na confluência dos rios Minjiang, Dadu e Qingyi, próximo à cidade de Leshan, no sul da província de Sujuão, na República Popular da China. Com 71 metros de altura, é uma das maiores estátuas de Buda do mundo. Foi declarado Património Mundial da Unesco em 1996. 

## História
A estátua foi construída na dinastia Tang. Em 713, um monge chamado Haitong que visitava a província de Sujuão decidiu construir a estátua. O monge Haitong decidiu construir uma grande estátua de Buda no local porque esperava que, com isso, o Buda ajudasse a acalmar as turbulentas águas do rio, que dificultavam a navegação. Ele passou então a pedir esmola em todo o país para financiar a construção. Quando percebeu que o financiamento não seria suficiente, segundo a lenda, Haitong arrancou seus próprios olhos para mostrar piedade e devoção. Mas, depois da morte do monge, a construção parou. 
A construção foi, então, assumida pelos governantes locais e, com os esforços das duas gerações, em 803, a construção da estátua finalmente terminou. Inicialmente, a estátua era protegida do sol e da chuva por uma estrutura de madeira de treze andares. Porém essa estrutura foi destruída e saqueada pelos mongóis no final da dinastia Yuan. Desde então, a estátua fica exposta ao sol e à chuva, contando embora com um sofisticado sistema de drenagem em vários pontos da estátua. 

## Galeria

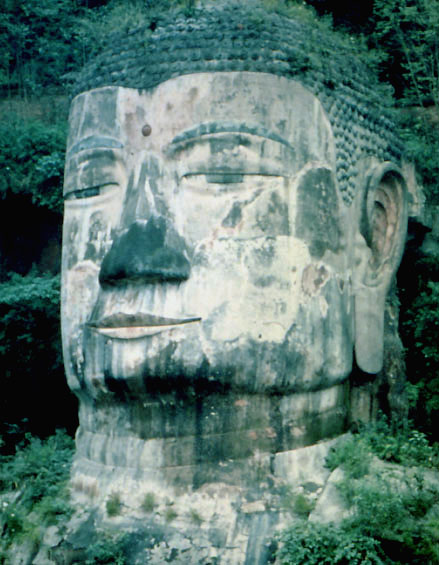
Cabeça do Buda
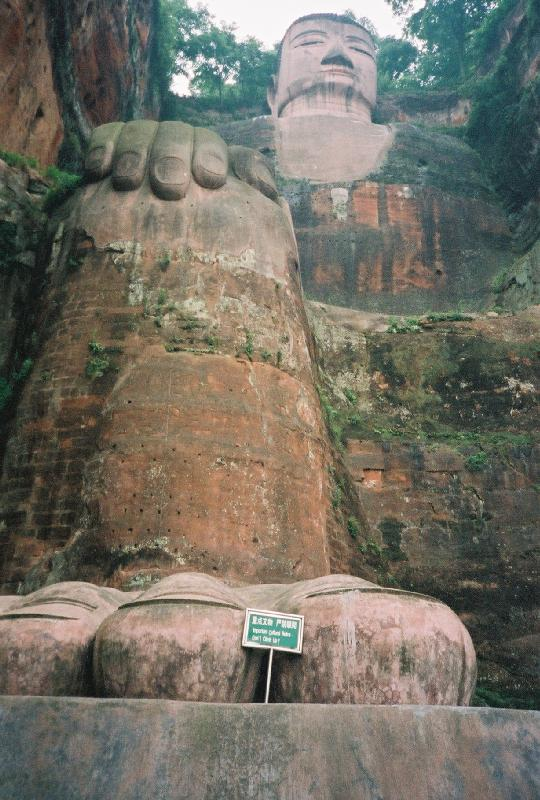
Buda visto de baixo
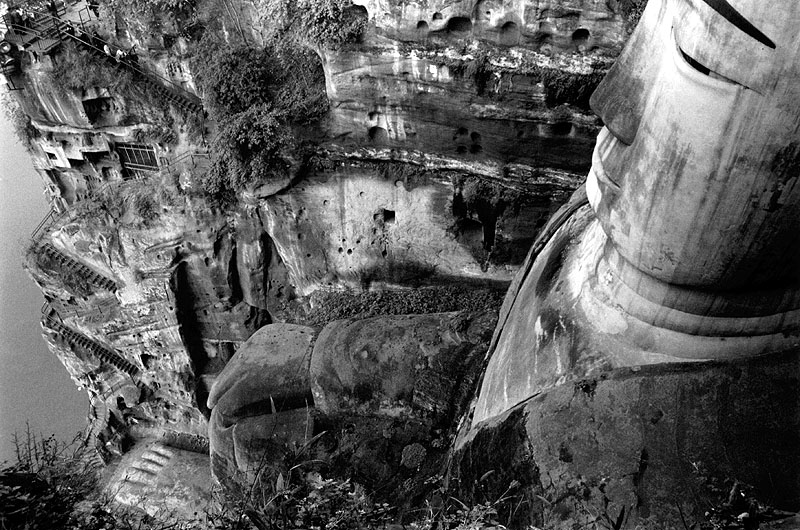
Buda visto de cima